# Johannes Krause
Johannes Krause   (Leinefelde, 17 de juliol de 1980) és un bioquímic alemany especialitzat en l'estudi de genomes antics. Les seves contribucions són notables en els camps de la recuperació de patògens de restes arqueològiques i en l'estudi del poblament i l'evolució humana. Des de l'any 2010 és professor d'arqueologia i paleogenètica a la Universitat de Tübingen. L'any 2014 fou nomenat co-director de l'Institut Max Planck de la Ciència de la Historia Humana amb seu a la ciutat alemanya de Jena.

## Carrera
Estudià Bioquímica a la Universitat de Leipzig i al University College Cork, Irlanda. L'any 2005, obtingué el títol amb un treball titulat "El genoma mitocondrial del mamut llanut". Posteriorment, es va doctorar l'any 2008 amb una tesi titulada "De gens a genomes: Aplicacions de la PCR en la recerca de l'ADN Antic", estudi centrat en Neandertals i ossos de les cavernes. Aquesta tesi fou dirigida pel també bioquímic Svante Pääbo. La seva tesi doctoral fou distingida amb el Premi Tübingen a la recerca de la prehistòria i l'ecologia del Quaternari l'any 2010. En aquest mateix any l'hi fou atorgat el premi Newcomb Cleveland de mans de l'American Association for the Advancement of Science . Aquest premi reconegué l'aportació de Krause a la publicació "A draft sequence and preliminary analysis of the Neandertal genome", estudi publicat a la revista Science. Aquesta publicació és especialment rellevant en el camp de la paleogenètica, ja que és el primer estudi que publicà un esborrany del genoma de l'home de Neanderthal.
L'any 2010 Krause va obtenir una plaça de professor a l'institut d'arqueologia científica de Tübingen, on fou el cap del grup de recerca paleogenètica. L'any 2014 Krause és nomenat co-director de l'Institut Max Planck de la Ciència de la Historia Humana, tanmateix actualment continua essent professor honorari de la Universitat de Tübingen.

## Recerca
La recerca de Johannes Krause està basada en l'estudi genètic de restes arqueològiques. Principalment estudiant temes centrats en l'evolució humana i la recuperació de patògens antics.
L'any 2010, Krause va participar en un estudi internacional que reconstruí amb èxit l'ADN mitocondrial d'un humà de Denisova a partir de 30 mil·ligrams d'un os del dit. Aquest estudi demostrà, amb dades genètiques, que els homes de Denisova són un llinatge independent dels humans moderns i que van compartir un avantpassat comú amb els Neandertals fa 640,000 anys. En un altre estudi centrat en homes de Neandertal va demostrar que els homes de Neandertal i els éssers humans moderns comparteixen el mateix "gen del llenguatge" (FOXP2), suggerint que els Neandertals també tenien la capacitat de parlar.
Krause va formar part de l'equip internacional que l'any 2011 va reconstruir el genoma del bacteri Yersinia pestis a partir de mostres de la pesta negra del segle xiv. Les mostres provenien d'un cementiri Londinenc de l'època de la pesta negra. Aquesta fou la prova rotunda i definitiva que va tancar el debat entorn a l'agent causal de l'epidèmia, deixant clar que la pesta negra fou causada pel bacteri Y. pestis.
L'any 2013, Krause, en col·laboració amb l'Institut de Tecnologia de Lausana va publicar un rellevant estudi a partir de seqüències d'ADN de l'edat mitjana del patògen causant de la lepra, Mycobacterium leprae. La investigació va evidenciar que el bacteri no ha canviat genèticament des de l'edat mitjana i que totes les soques del bacteri tenen un avantpassat comú que existí fa uns 6000 anys.
L'any 2017, el grup de Krause va realitzar el primer estudi fiable basat en ADN de mòmies de l'antic Egipte. El mateix equip lamentà que degut a l'estat de conservació, no es van poder estudiar la majoria de mòmies, en conseqüència els resultats no son representatius de la població de l'Antic Egipte, ja que totes les mostres publicades son posteriors a les invasions Eurasiàtiques. Les dinasties anteriors a tals invasions no han pogut ser estudiades. Els resultats van concloure, que els individus analitzats, estan relacionats genèticamentamb les poblacions actuals de l'orient mitjà, mentre que no guarden connexió genètica amb les poblacions sub-saharianes actuals. Aquests resultats son perfectament coincidents amb les conquestes i campanyes militars de Nubis, Grecs i Romans que van conquerir l'Antic Egipte ja en època clàssica.

## Publicacions
- Lamnidis T.C.; etal Nature Communications, 9, 5018, 2018. DOI: 10.1038/s41467-018-07483-5. PMC: 6258758.
- Green R. E., Krause J.; etal Science, 328, 5979, 2010, pàg. 710–722. DOI: 10.1126/science.1188021. PMC: 5100745. PMID: 20448178.
- Nature, 464, 7290, 2010, pàg. 894–897. DOI: 10.1038/nature08976. PMID: 20336068.
- Krause J.; etal Nature, 449, 7164, 2007, pàg. 902–904. DOI: 10.1038/nature06193.
- Krause J.; etal BMC Evolutionary Biology, 8, 1, 2008, pàg. 220. DOI: 10.1186/1471-2148-8-220. PMC: 2518930. PMID: 18662376.